# 21e étape du Tour d'Italie 2015
Pour un article plus général, voir Tour d'Italie 2015.
La 21e étape du Tour d'Italie 2015 s'est déroulée le dimanche 31 mai 2015. Elle part de Turin et arrive à Milan après 178 km.

## Parcours
Cette vingt-et-unième et dernière étape se déroule sous la forme d'une étape en ligne entre Turin et Milan. Elle est classée étape de plaine par les organisateurs, le parcours ne comprend aucune difficulté répertoriée.

## Résultats

### Classement de l'étape
| Classement de l'étape | Classement de l'étape | Classement de l'étape | Classement de l'étape       | Classement de l'étape |
|                       | Coureur               | Pays                  | Équipe                      | Temps                 |
| --------------------- | --------------------- | --------------------- | --------------------------- | --------------------- |
| 1er                   | Iljo Keisse           | Belgique              | Etixx-Quick Step            | en 4 h 18 min 37 s    |
| 2e                    | Luke Durbridge        | Australie             | Orica-GreenEDGE             | m.t                   |
| 3e                    | Roger Kluge           | Allemagne             | IAM                         | + 9 s                 |
| 4e                    | Alexander Porsev      | Russie                | Katusha                     | + 9 s                 |
| 5e                    | Giacomo Nizzolo       | Italie                | Trek Factory Racing         | + 9 s                 |
| 6e                    | Luka Mezgec           | Slovénie              | Giant-Alpecin               | + 9 s                 |
| 7e                    | Elia Viviani          | Italie                | Sky                         | + 9 s                 |
| 8e                    | Moreno Hofland        | Pays-Bas              | Lotto NL-Jumbo              | + 9 s                 |
| 9e                    | Davide Appollonio     | Italie                | Androni Giocattoli-Sidermec | + 9 s                 |
| 10e                   | Elia Favilli          | Italie                | Southeast                   | + 9 s                 |
| modifier              |                       |                       |                             |                       |

### Points attribués
|   | Cycliste            | Nat       | Équipe              | Pts | Bonif |
| - | ------------------- | --------- | ------------------- | --- | ----- |
| 1 | Philippe Gilbert    | Belgique  | BMC Racing          | 20  | 3 s   |
| 2 | Maximiliano Richeze | Argentine | Lampre-Merida       | 12  | 2 s   |
| 3 | Marcus Burghardt    | Allemagne | BMC Racing          | 8   | 1 s   |
| 4 | Silvan Dillier      | Suisse    | BMC Racing          | 6   |       |
| 5 | Fumiyuki Beppu      | Japon     | Trek Factory Racing | 4   |       |
| 6 | Marco Coledan       | Italie    | Trek Factory Racing | 3   |       |
| 7 | Sacha Modolo        | Italie    | Lampre-Merida       | 2   |       |
| 8 | Ivan Basso          | Italie    | Tinkoff-Saxo        | 1   |       |

|   | Cycliste         | Nat                | Équipe              | Pts | Bonif |
| - | ---------------- | ------------------ | ------------------- | --- | ----- |
| 1 | Iljo Keisse      | Belgique           | Etixx-Quick Step    | 20  | 3 s   |
| 2 | Luke Durbridge   | Australie          | Orica-GreenEDGE     | 12  | 2 s   |
| 3 | Giacomo Nizzolo  | Italie             | Trek Factory Racing | 8   | 1 s   |
| 4 | Marco Coledan    | Italie             | Trek Factory Racing | 6   |       |
| 5 | Fabio Felline    | Italie             | Trek Factory Racing | 4   |       |
| 6 | Salvatore Puccio | Italie             | Sky                 | 3   |       |
| 7 | Vasil Kiryienka  | Biélorussie        | Sky                 | 2   |       |
| 8 | Leopold König    | République tchèque | Sky                 | 1   |       |

| - Sprint final de Milan (km 178) \| \| Cycliste \| Nat \| Équipe \| Points \| Bonif \| \| -- \| -------------------- \| --------- \| --------------------------- \| ------ \| ----- \| \| 1 \| Iljo Keisse \| Belgique \| Etixx-Quick Step \| 50 \| 10 s \| \| 2 \| Luke Durbridge \| Australie \| Orica-GreenEDGE \| 35 \| 6 s \| \| 3 \| Roger Kluge \| Allemagne \| IAM \| 25 \| 4 s \| \| 4 \| Alexander Porsev \| Russie \| Katusha \| 18 \| \| \| 5 \| Giacomo Nizzolo \| Italie \| Trek Factory Racing \| 14 \| \| \| 6 \| Luka Mezgec \| Slovénie \| Giant-Alpecin \| 12 \| \| \| 7 \| Elia Viviani \| Italie \| Sky \| 10 \| \| \| 8 \| Moreno Hofland \| Pays-Bas \| Lotto NL-Jumbo \| 8 \| \| \| 9 \| Davide Appollonio \| Italie \| Androni Giocattoli-Sidermec \| 7 \| \| \| 10 \| Elia Favilli \| Italie \| Southeast \| 6 \| \| \| 11 \| Anthony Roux \| France \| FDJ \| 5 \| \| \| 12 \| Fabio Sabatini \| Italie \| Etixx-Quick Step \| 4 \| \| \| 13 \| Sacha Modolo \| Italie \| Lampre-Merida \| 3 \| \| \| 14 \| Eduard-Michael Grosu \| Roumanie \| Nippo-Vini Fantini \| 2 \| \| \| 15 \| Bartłomiej Matysiak \| Pologne \| CCC Sprandi Polkowice \| 1 \| \| |                      |           |                             |        |       |
| | Cycliste             | Nat       | Équipe                      | Points | Bonif |
| 1 | Iljo Keisse          | Belgique  | Etixx-Quick Step            | 50     | 10 s  |
| 2 | Luke Durbridge       | Australie | Orica-GreenEDGE             | 35     | 6 s   |
| 3 | Roger Kluge          | Allemagne | IAM                         | 25     | 4 s   |
| 4 | Alexander Porsev     | Russie    | Katusha                     | 18     |       |
| 5 | Giacomo Nizzolo      | Italie    | Trek Factory Racing         | 14     |       |
| 6 | Luka Mezgec          | Slovénie  | Giant-Alpecin               | 12     |       |
| 7 | Elia Viviani         | Italie    | Sky                         | 10     |       |
| 8 | Moreno Hofland       | Pays-Bas  | Lotto NL-Jumbo              | 8      |       |
| 9 | Davide Appollonio    | Italie    | Androni Giocattoli-Sidermec | 7      |       |
| 10 | Elia Favilli         | Italie    | Southeast                   | 6      |       |
| 11 | Anthony Roux         | France    | FDJ                         | 5      |       |
| 12 | Fabio Sabatini       | Italie    | Etixx-Quick Step            | 4      |       |
| 13 | Sacha Modolo         | Italie    | Lampre-Merida               | 3      |       |
| 14 | Eduard-Michael Grosu | Roumanie  | Nippo-Vini Fantini          | 2      |       |
| 15 | Bartłomiej Matysiak  | Pologne   | CCC Sprandi Polkowice       | 1      |       |

| Classement par équipes au temps | Classement par équipes au temps | Classement par équipes au temps | Classement par équipes au temps |
|                                 | Équipe                          | Pays                            | Temps                           |
| ------------------------------- | ------------------------------- | ------------------------------- | ------------------------------- |
| 1re                             | Etixx-Quick Step                | Belgique                        | en 12 h 56 min 9 s              |
| 2e                              | IAM                             | Suisse                          | + 9 s                           |
| 3e                              | FDJ                             | France                          | + 9 s                           |
| modifier                        |                                 |                                 |                                 |

### Classement aux points par équipes
| Classement par équipes aux points | Classement par équipes aux points | Classement par équipes aux points | Classement par équipes aux points | Classement par équipes aux points |
|                                   | Équipes                           | Pays                              |                                   | Point(s)                          |
| --------------------------------- | --------------------------------- | --------------------------------- | --------------------------------- | --------------------------------- |
| 1re                               | Etixx-Quick Step                  | Belgique                          |                                   | 62                                |
| 2e                                | Orica-GreenEDGE                   | Australie                         |                                   | 40                                |
| 3e                                | IAM                               | Suisse                            |                                   | 25                                |
| modifier                          |                                   |                                   |                                   |                                   |

## Classements à l'issue de l'étape

### Classement général
| Classement final général | Classement final général | Classement final général | Classement final général | Classement final général |
|                          | Coureur                  | Pays                     | Équipe                   | Temps                    |
| ------------------------ | ------------------------ | ------------------------ | ------------------------ | ------------------------ |
| 1er                      | Alberto Contador         | Espagne                  | Tinkoff-Saxo             | en 88 h 22 min 25 s      |
| 2e                       | Fabio Aru                | Italie                   | Astana                   | + 1 min 53 s             |
| 3e                       | Mikel Landa              | Espagne                  | Astana                   | + 3 min 5 s              |
| 4e                       | Andrey Amador            | Costa Rica               | Movistar                 | + 8 min 10 s             |
| 5e                       | Ryder Hesjedal           | Canada                   | Cannondale-Garmin        | + 9 min 52 s             |
| 6e                       | Leopold König            | Tchéquie                 | Sky                      | + 10 min 41 s            |
| 7e                       | Steven Kruijswijk        | Pays-Bas                 | Lotto NL-Jumbo           | + 10 min 53 s            |
| 8e                       | Damiano Caruso           | Italie                   | BMC Racing               | + 12 min 8 s             |
| 9e                       | Alexandre Geniez         | France                   | FDJ                      | + 15 min 51 s            |
| 10e                      | Yury Trofimov            | Russie                   | Katusha                  | + 16 min 14 s            |
| modifier                 |                          |                          |                          |                          |

### Classement par points
| Classement par points | Classement par points | Classement par points | Classement par points | Classement par points |
| --------------------- | --------------------- | --------------------- | --------------------- | --------------------- |
|                       | Coureur               | Pays                  | Équipe                | Point(s)              |
| 1er                   | Giacomo Nizzolo       | Italie                | Trek Factory Racing   | 181 points            |
| 2e                    | Philippe Gilbert      | Belgique              | BMC Racing            | 148 pts               |
| 3e                    | Sacha Modolo          | Italie                | Lampre-Merida         | 147 pts               |
| 4e                    | Elia Viviani          | Italie                | Sky                   | 144 pts               |
| 5e                    | Nicola Boem           | Italie                | Bardiani CSF          | 127 pts               |
| modifier              |                       |                       |                       |                       |

### Classement du meilleur grimpeur
| Classement du meilleur grimpeur | Classement du meilleur grimpeur | Classement du meilleur grimpeur | Classement du meilleur grimpeur | Classement du meilleur grimpeur |
| ------------------------------- | ------------------------------- | ------------------------------- | ------------------------------- | ------------------------------- |
|                                 | Coureur                         | Pays                            | Équipe                          | Point(s)                        |
| 1er                             | Giovanni Visconti               | Italie                          | Movistar                        | 125 points                      |
| 2e                              | Mikel Landa                     | Espagne                         | Astana                          | 122 pts                         |
| 3e                              | Steven Kruijswijk               | Pays-Bas                        | Lotto NL-Jumbo                  | 115 pts                         |
| 4e                              | Beñat Intxausti                 | Espagne                         | Movistar                        | 107 pts                         |
| 5e                              | Fabio Aru                       | Italie                          | Astana                          | 80 pts                          |
| modifier                        |                                 |                                 |                                 |                                 |

### Classement du meilleur jeune
| Classement du meilleur jeune | Classement du meilleur jeune | Classement du meilleur jeune | Classement du meilleur jeune | Classement du meilleur jeune |
|                              | Coureur                      | Pays                         | Équipe                       | Temps                        |
| ---------------------------- | ---------------------------- | ---------------------------- | ---------------------------- | ---------------------------- |
| 1er                          | Fabio Aru                    | Italie                       | Astana                       | en 88 h 24 min 18 s          |
| 2e                           | Davide Formolo               | Italie                       | Cannondale-Garmin            | + 1 h 51 min 46 s            |
| 3e                           | Fabio Felline                | Italie                       | Trek Factory Racing          | + 1 h 54 min 4 s             |
| 4e                           | Sebastián Henao              | Colombie                     | Sky                          | + 2 h 37 min 35 s            |
| 5e                           | Kenny Elissonde              | France                       | FDJ                          | + 2 h 45 min 4 s             |
| modifier                     |                              |                              |                              |                              |

### Classements par équipes

#### Classement au temps
| Classement par équipes au temps | Classement par équipes au temps | Classement par équipes au temps | Classement par équipes au temps |
|                                 | Équipe                          | Pays                            | Temps                           |
| ------------------------------- | ------------------------------- | ------------------------------- | ------------------------------- |
| 1re                             | Astana                          | Kazakhstan                      | en 264 h 42 min 31 s            |
| 2e                              | BMC Racing                      | États-Unis                      | + 43 min 16 s                   |
| 3e                              | Sky                             | Royaume-Uni                     | + 1 h 13 min 51 s               |
| modifier                        |                                 |                                 |                                 |

#### Classement aux points
| Classement par équipes aux points | Classement par équipes aux points | Classement par équipes aux points | Classement par équipes aux points | Classement par équipes aux points |
|                                   | Équipes                           | Pays                              |                                   | Point(s)                          |
| --------------------------------- | --------------------------------- | --------------------------------- | --------------------------------- | --------------------------------- |
| 1re                               | Astana                            | Kazakhstan                        |                                   | 640                               |
| 2e                                | BMC Racing                        | États-Unis                        |                                   | 334                               |
| 3e                                | Lampre-Merida                     | Italie                            |                                   | 317                               |
| modifier                          |                                   |                                   |                                   |                                   |